# Treasure (gruppo musicale)
I Treasure (트레저?, TeurejeoLR), sono un gruppo musicale sudcoreano formatosi a Seul nel 2019 attraverso il programma YG Treasure Box.
Formati dalla YG Entertainment, i Treasure hanno debuttato il 7 agosto 2020 con il singolo The First Step: Chapter One.

## Storia

### 2010-2019: prima del debutto eYG Treasure Box
Junkyu, Yedam e Jung-hwan sono entrati nel mondo dell'intrattenimento durante la loro infanzia. Junkyu ha iniziato da bambino come modello per importanti marchi coreani. Ye-dam ha registrato canzoni per spot pubblicitari, spettacoli animati e colonne sonore con i suoi genitori. È inoltre apparso nel programma K-pop Star 2 nel 2012 ed è arrivato secondo, ed è entrato a far parte della YG Entertainment come apprendista nel giugno 2013. Jung-hwan ha assunto ruoli minori come attore bambino e presto si è unito a una delle squadre di dimostrazione di taekwondo, dove ha vinto il campionato di non combattimento. Nel gennaio 2017, Mashiho è apparso nel video cortometraggio Spring of Winter degli AKMU. Nello stesso anno, dal 29 ottobre al 26 gennaio 2018, Hyun-suk e Junkyu hanno partecipato al programma Mix Nine, classificandosi rispettivamente al 5º e al 35º posto. Allo stesso tempo, il 21 novembre, Jihoon, Ye-dam e Doyoung insieme ad altri sono apparsi nel programma Stray Kids come tirocinanti rappresentativi della YG Entertainment.
Il 17 novembre 2018 la YG Entertainment ha presentato 29 tirocinanti tramite il reality YG Treasure Box con lo scopo di formare un gruppo maschile dell'etichetta dal debutto dei Big Bang, Winner e Ikon. Durante la finale, Haruto, Ye-dam, Jung-hwan e Junkyu sono stati i primi a unirsi alla formazione, seguiti da Jeong-woo, Jae-hyuk e Hyun-suk sotto il nome di Treasure. Il 29 gennaio 2019 è stata resa pubblica una seconda formazione, successivamente divulgato con Yoon-bin, Mashiho, Doyoung, Yoshi, Jihoon e Asahi sotto il nome di Magnum, mentre collettivamente chiamato Treasure 13. Tuttavia, il 31 dicembre 2019 Yoon-bin ha interrotto il suo contratto con l'etichetta per intraprendere una carriera da solista. Di conseguenza, entrambi i gruppi sono stati fusi in modo permanente e sono ora chiamati Treasure.

### 2020: debutto con la trilogiaThe First Step
A gennaio 2020, i Treasure sono stati reintrodotti al pubblico attraverso pubblicazioni settimanali, video di performance, insieme a diversi programmi di varietà tra cui Treasure Map e TMI. Prima del debutto, il gruppo è stato registrato come il gruppo K-Pop più veloce a classificare sulla classifica Social 50 di Billboard al numero 40 il 27 maggio, e presto ha raggiunto il numero 12 il 4 agosto.
Il 5 giugno Ye-dam è diventato il primo membro a debuttare da solista con l'uscita del singolo Wayo, tuttavia le promozioni per il singolo non sono state effettuate a causa dei preparativi per il debutto con il gruppo. Inoltre, Kang Seung-yoon dei Winner e Lee Chan-hyuk degli AKMU hanno partecipato alla produzione del singolo. Wayo ha raggiunto la posizione numero 10 nella classifica Billboard World Digital Songs ed è entrata nella top 100 al numero 98 nella classifica Billboard Korea K-Pop 100.
I Treasure hanno fatto il loro debutto ufficiale con il singolo The First Step: Chapter One trainato dal brano principale Boy il 7 agosto. Secondo quanto riferito, il gruppo ha superato i 170 000 preordini entro pochi giorni dal suo annuncio prima dell'uscita fisica dell'album il 13 agosto, diventando così l'artista esordiente sudcoreano più venduto nel 2020. Boy ha avuto successo commerciale in Giappone, superando le grandi piattaforme di streaming musicale tra cui Line Music, Rakuten e AWA. Il video musicale del brano ha superato i 10 milioni di visualizzazioni in 26 ore su YouTube, rendendoli il debutto sudcoreano più veloce a raggiungere questo obiettivo. I Treasure hanno iniziato le promozioni il 9 agosto attraverso la loro prima apparizione ad Inkigayo.
Il 18 settembre è uscito il secondo singolo, The First Step: Chapter Two trainato dal brano I Love You. Dopo l'uscita del disco, il gruppo ha acquisito il titolo, "Half a Million Seller", con le cifre di vendita accumulate dai due singoli, mentre il loro singolo principale ha raggiunto la 1ª posizione della classifica mensile di Rakuten Music per il mese di settembre. Il gruppo ha iniziato le promozioni il 19 settembre al programma musicale Show! Eum-ak jungsim.
Il terzo singolo The First Step: Chapter Three è stato pubblicato il 6 novembre, trainato dal bramo principale MMM. Hanno cumulativamente superato le 710 000 copie vendute con i loro tre singoli nell'arco di 3 mesi dal loro debutto, anche il più alto tra tutti gli artisti coreani che hanno debuttato nel 2020. Il 28 novembre, il gruppo ha vinto ufficialmente il loro primo premio come "Miglior nuovo artista" gli Asia Artist Award.

### 2021: primo album in studio e il debutto in Giappone
I Treasure hanno prestato la loro voce per l'anime giapponese di TV Tokyo, la tredicesima sigla finale di Black Clover. La colonna sonora, Beautiful è stata la loro prima canzone originale giapponese ed è stata rivelata per la prima volta il 5 gennaio 2021. Concludendo la serie The First Step, l'11 gennaio i Treasure hanno pubblicato il loro primo album ij studio, The First Step: Treasure Effect con il suo singolo My Treasure. Complessivamente, la serie The First Step ha venduto oltre un milione di copie, guadagnando il titolo di "Million Seller" nel giro di 5 mesi dal debutto.
Il 31 marzo il gruppo ha debuttato in Giappone con lo stesso titolo del loro album coreano completo. L'album contiene le versioni giapponesi di tutte le loro canzoni precedenti, così come Beautiful.

### 2022:The Second Step: Chapter One
Il gruppo ha annunciato l'11 di gennaio che rilascerà il loro primo mini album, dal titolo The Second Step: Chapter One, il 15 febbraio 2022.

## Stile

### Influenze
Durante la conferenza stampa del loro debutto, pur rivelando la difficoltà di scegliere un solo artista da cui il gruppo è stato influenzato, hanno continuato affermando che i loro modelli di riferimento sono i loro compagni di etichetta sotto la YG Entertainment.

## Filantropia
Il gruppo ha partecipato alla maratona di beneficenza Miracle 365 di Sean dei Jinusean, dove sono stati raccolti dei fondi per costruire ospedali di riabilitazione per bambini che necessitano di cure mediche a causa della disabilità.
Il 5 luglio 2020 il gruppo ha partecipato a un programma di volontariato organizzato dalla YG Entertainment Blue Angel Volunteers presso un rifugio per animali situato nella provincia di Gyeonggi insieme a un totale di 33 membri dello staff della YG Family. Gli atti di volontariato includevano la creazione di rifugi, la pulizia, rifornimento di cibo e altro ancora.
I Treasure inoltre, a settembre 2020, sono diventati sostenitori dei bambini con diagnosi di cancro. Il gruppo ha incoraggiato le persone a fare la differenza donando attraverso la piattaforma di donazione Naver, Happy Bean, attraverso una partnership con la YG Entertainment e Muju YG Foundation.

## Formazione
- Choi Hyun-suk (최현석) – leader, voce (2020-presente)
- Park Ji-hoon (박지훈) – co-leader, voce (2020-presente)
- Yoshi (요시) – voce (2020-presente)
- Kim Jun-kyu (김준규) – voce (2020-presente)
- Yoon Jae-hyuk (윤재혁) – voce (2020-presente)
- Asahi (아사히) – voce (2020-presente)
- Kim Do-young (김도영) – voce (2020-presente)
- Haruto (하루토) – voce (2020-presente)
- Park Jeong-woo (박정우) – voce (2020-presente)
- So Jung-hwan (소정환) – voce (2020-presente)

### Ex membri
- Mashiho (마시호) – voce (2020-2022)
- Bang Ye-dam (방예담) – voce (2020-2022)

## Discografia

### Album in studio
- 2021 – The First Step: Treasure Effect
- 2023 – Reboot

### EP
- 2022 – The Second Step: Chapter One
- 2022 – The Second Step: Chapter Two

### Singoli
- 2020 – The First Step: Chapter One
- 2020 – The First Step: Chapter Two
- 2020 – The First Step: Chapter Three

## Filmografia

### Programmi TV
- YG Treasure Box (YG보석함?) – reality, 10 episodi (2018-2019)[41]
- Treasure Map – varietà, 54 episodi (2020-in corso)[42]

## Riconoscimenti

### Cerimonie di premiazione
| Premio                     | Anno | Categoria                                    | Ricevente                   | Risultato       | Fonti  |
| -------------------------- | ---- | -------------------------------------------- | --------------------------- | --------------- | ------ |
| APAN Star Award            | 2020 | Miglior gruppo maschile – globale            | Treasure                    | Candidato/a     | [ 43 ] |
| Asia Artist Award          | 2020 | Premio popolarità – idol maschili            | Treasure                    | Candidato/a     | [ 44 ] |
| Asia Artist Award          | 2020 | Principiante dell'anno – uomini              | Treasure                    | Vincitore/trice | [ 45 ] |
| Circle Chart Music Award   | 2021 | Mubeat Global Choice Award - uomini          | Treasure                    | Candidato/a     | [ 46 ] |
| Circle Chart Music Award   | 2021 | Nuovo artista dell'anno – fisco              | The First Step: Chapter One | Candidato/a     | [ 47 ] |
| Golden Disc Award          | 2021 | Premio Popolarità Curaprox                   | Treasure                    | Candidato/a     | [ 48 ] |
| Golden Disc Award          | 2021 | Principiante dell'anno                       | Treasure                    | Vincitore/trice | [ 49 ] |
| Golden Disc Award          | 2021 | Premio Popolarità QQ Music                   | Treasure                    | Candidato/a     | [ 50 ] |
| Joox Thailand Music Awards | 2021 | Gruppo K-Pop principiante preferito del 2020 | Treasure                    | Vincitore/trice | [ 51 ] |
| Korea First Brand Award    | 2021 | Idol maschile dell'anno                      | Treasure                    | Vincitore/trice | [ 52 ] |
| Melon Music Awards         | 2020 | Miglior nuovo artista dell'anno - uomini     | Treasure                    | Candidato/a     | [ 53 ] |
| Mnet Asian Music Award     | 2020 | Principiante dell'anno                       | Treasure                    | Vincitore/trice | [ 54 ] |
| Mnet Asian Music Award     | 2020 | Top 10 mondiale scelta dai fan               | Treasure                    | Vincitore/trice | [ 55 ] |
| Mnet Asian Music Award     | 2020 | Artista dell'anno                            | Treasure                    | Candidato/a     | [ 56 ] |
| Seoul Music Award          | 2021 | Premio Fan PD Artist                         | Treasure                    | Candidato/a     | [ 57 ] |
| Seoul Music Award          | 2021 | Premio K-Wave                                | Treasure                    | Candidato/a     | [ 58 ] |
| Seoul Music Award          | 2021 | Premio popolarità                            | Treasure                    | Candidato/a     | [ 58 ] |
| Seoul Music Award          | 2021 | Principiante dell'anno                       | Treasure                    | Vincitore/trice | [ 59 ] |
| Seoul Music Award          | 2021 | Premio WhosFandom                            | Treasure                    | Candidato/a     | [ 60 ] |
| The Fact Music Award       | 2020 | Premio Fan N Star Choice – artisti           | Treasure                    | Candidato/a     | [ 61 ] |
| The Fact Music Award       | 2020 | Premio popolarità TMA                        | Treasure                    | Candidato/a     | [ 62 ] |